# Aràlia del Japó
L'aràlia del Japó (Fatsia japonica; sinònims: Aralia japonica Thunb., A. sieboldii Hort. ex K.Koch) és una espècie arbustiva perenne de la família araliàcies de la subclasse ròsides, originaria del sud del Japó i Corea del Sud.

## Salut
Tota part de la planta inclosa la llavor es verinosa en cas d’ingerència. Segons la sensibilitat de la pell pot causar Dermatitis de contacte

## Descripció/Morfologia
Arbust Perenne que arriba a superar els 3 metres de amplada i d’alçada. Fulles que superen els 20cm de llarg Les fulles tenen una disposició espiralada i fan de 20 a 50 cm de llarg amb un pecíol de 50 cm. Són molt ostensiblement palmades i amb de 7 a 9 lòbuls
Amb floració a finals de la tardor, flors de cinc pètals d'uns 5mm de diàmetre, blanques amb 5 pistils. Al florir en aquesta època de l'any fa que sigui de les poques plantes que queden amb flora fet que el fa pol·linitzar per tot tipus de insectes.
Entre l'abril i maig és quan dona fruits esfèrics negres de 3mm de diàmetre

## Àmbit
D'origen de la Regió de Kantō acaba distribuïda per tot el món com a planta ornamental amb nombrosos exemplars per tot Europa, Amèrica del Nord i Austràlia.
Creix en sòls argilosos d'origen calcari amb qualsevol nivell de sol.
Per Catalunya podem trobar exemplars situats al voltant del Mar Mediterrani

## Usos
És una planta ornamental molt comuna. En climes mediterranis també és una planta d'exterior, ja que suporta fins -15 °C.
Històricament, al Japó ha estat plantat com a insecticida per els cucs, concretament als lavabos de les estacions de tren. També hi havia la creença de planta protectora de esperits malignes degut a la seva llarga vida

## Etimologia
Sinònims:
- Aralia japonica P.Thunb.
- Aralia sieboldii K.Koch
- Dimorphanthus japonicus (P.Thunb.) Endl.
- Echinopanax japonicus (Thunb.) Kuntze
- Fatsia japonica var. liukiuensis Hatus. ex H.Ohba
- Fatsia japonica var. lobulata Makino

## Galeria d'imatges

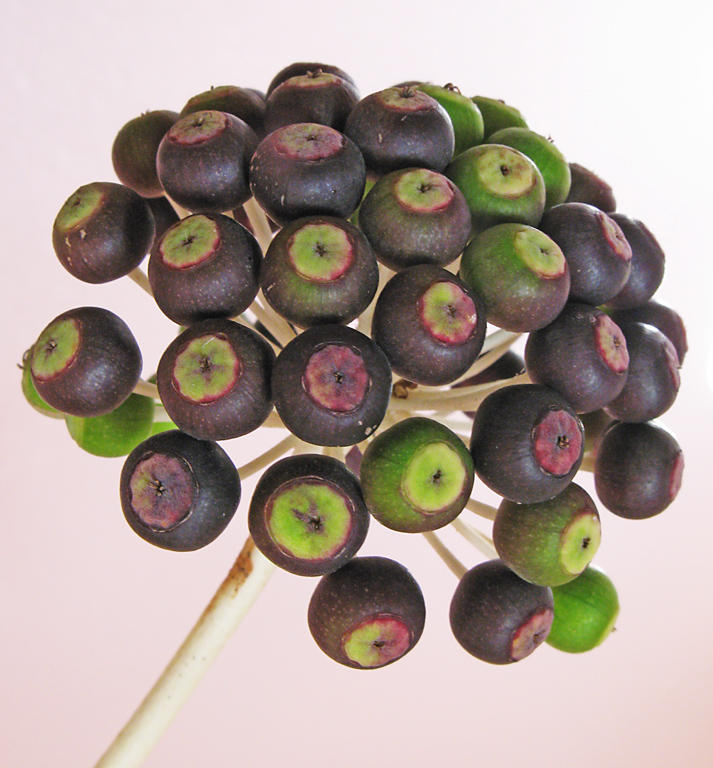
Cos fructífer
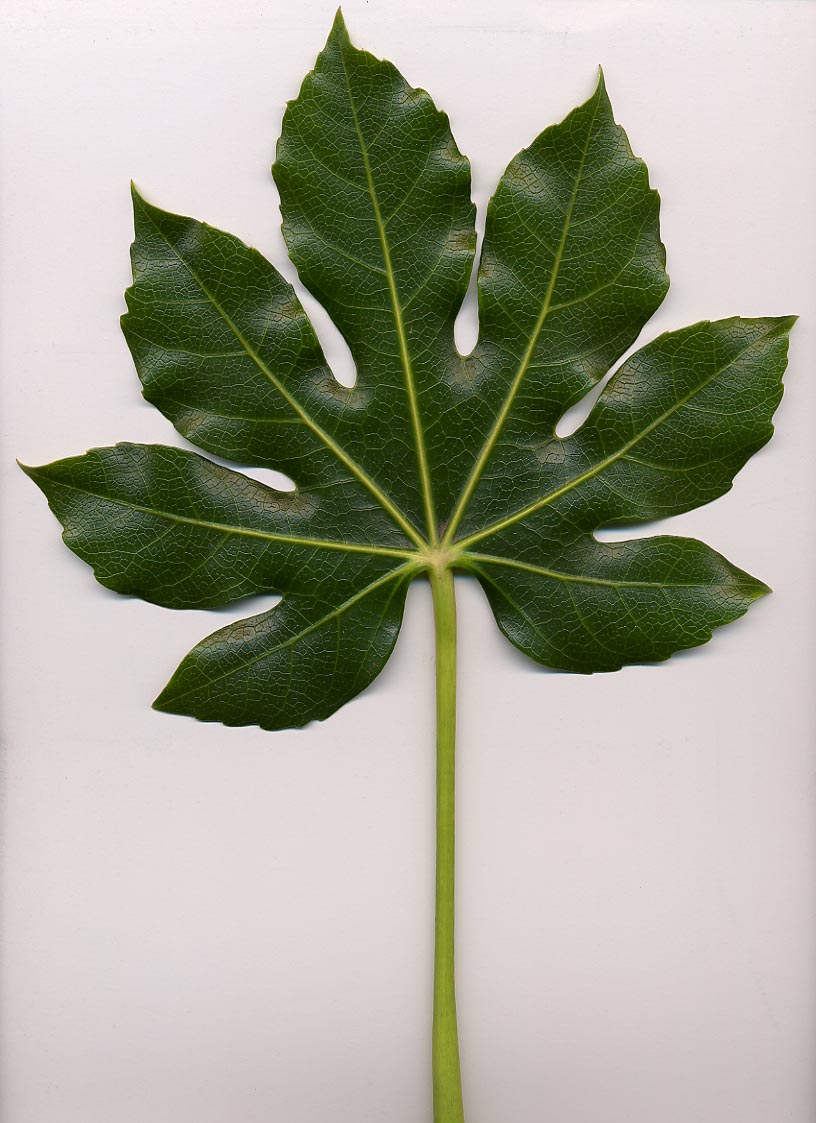
Fulla de Fatsia japonica
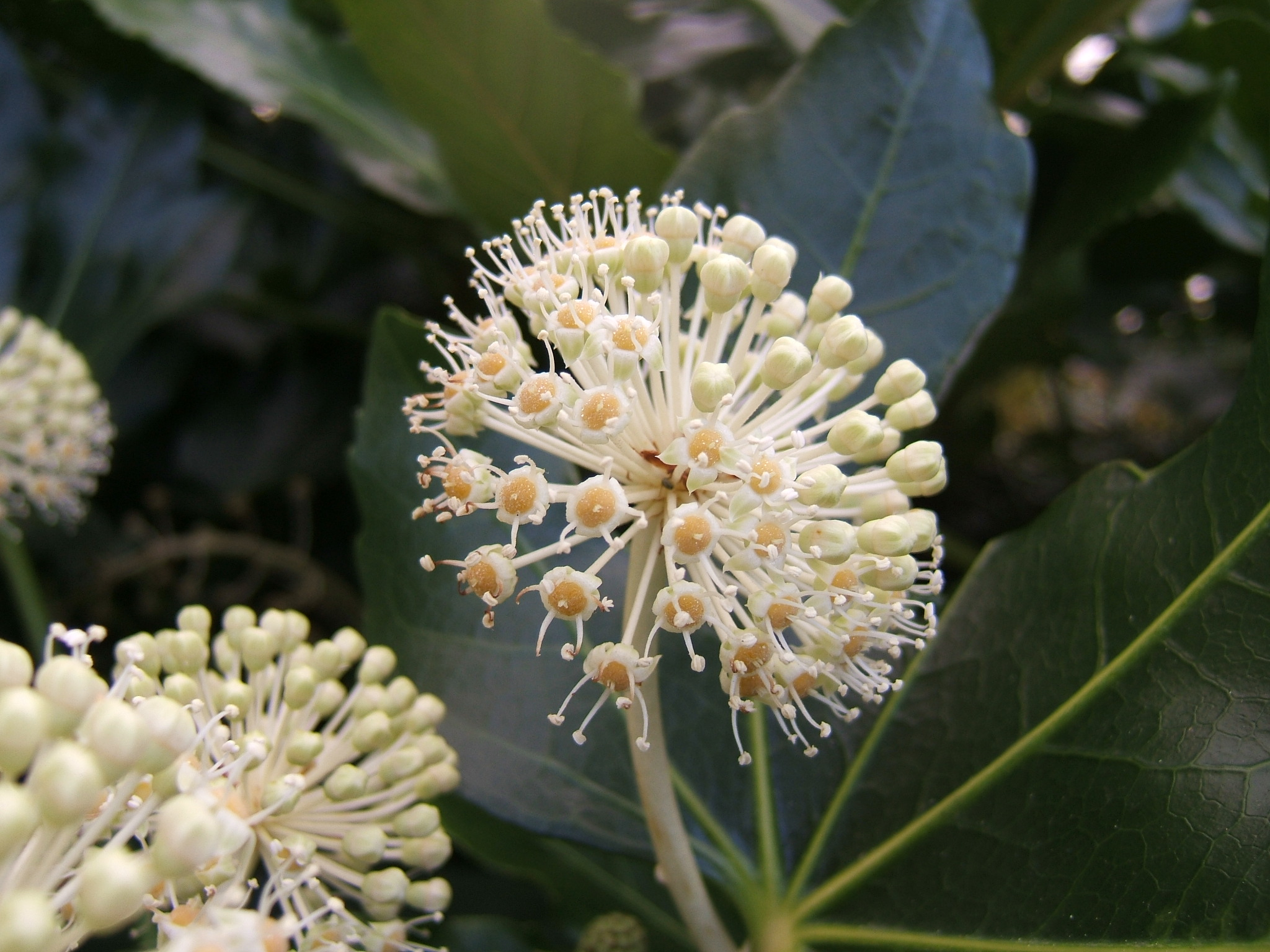
Umbel·la
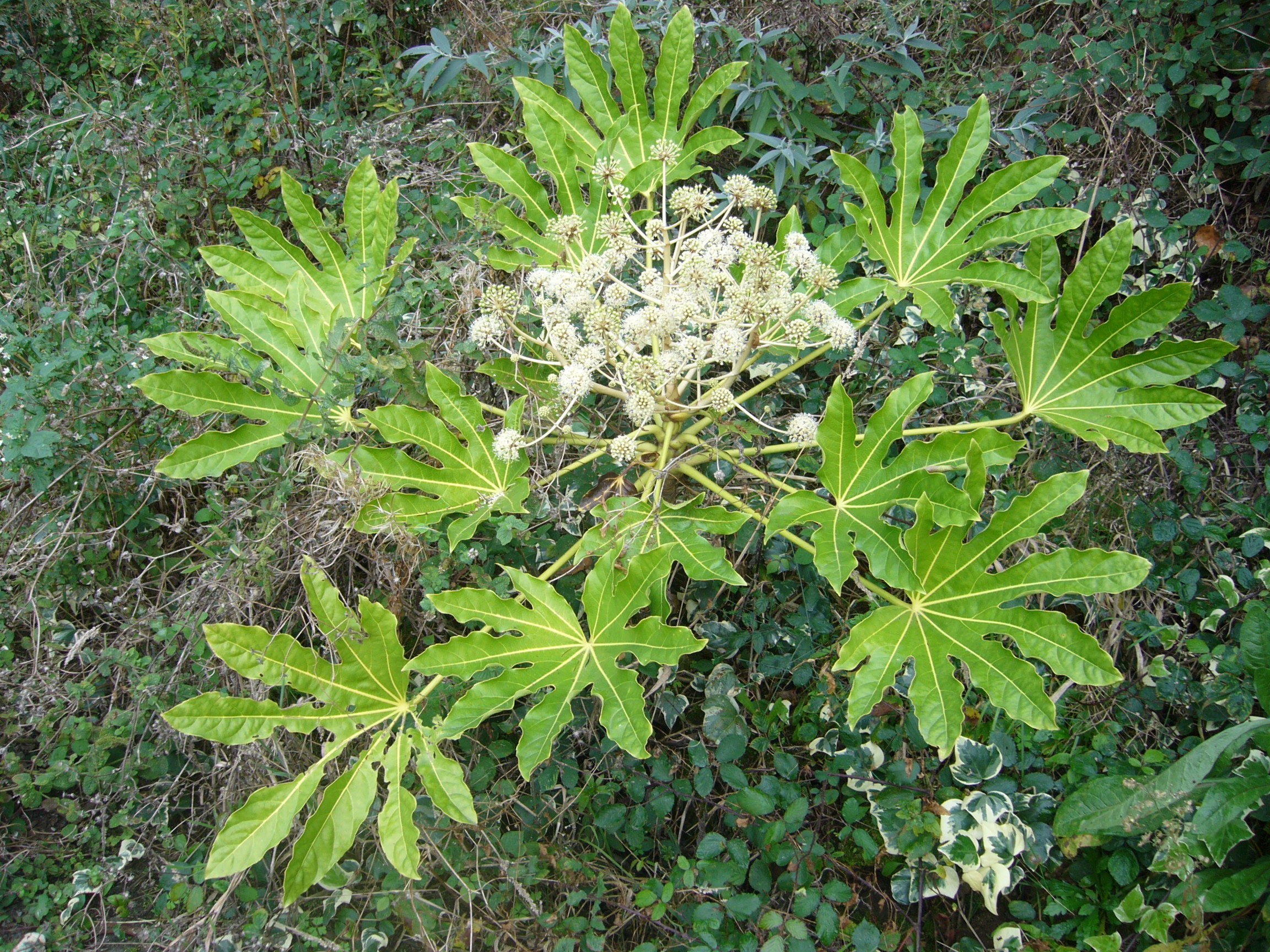
Àmbit
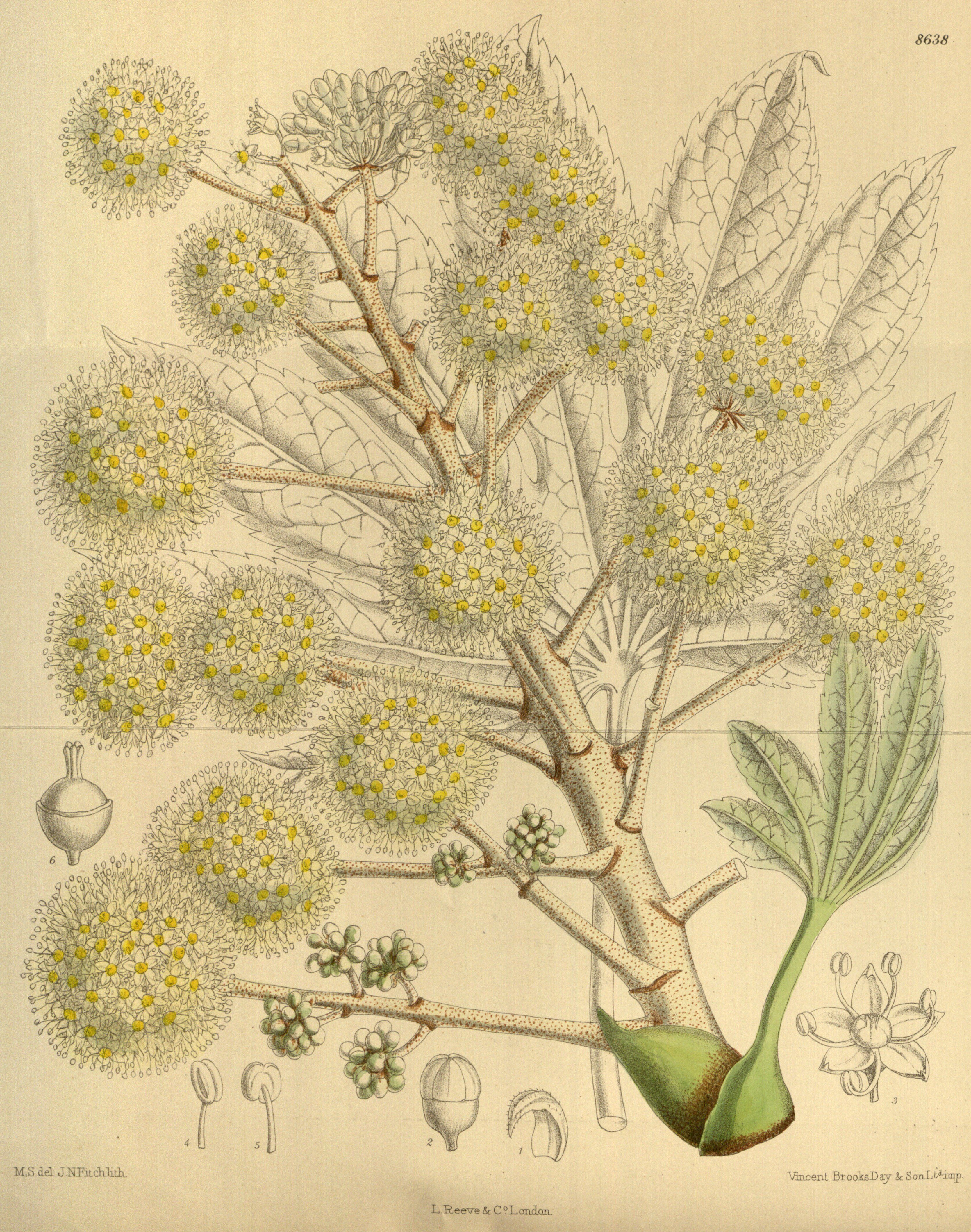